# 卡萝尔·谢利
卡萝尔·谢利（英語：Carole Shelley，1939年8月16日—2018年8月31日），女，英国和美国演员。曾获得托尼奖最佳话剧女主角。